# Wilwa (rejon solikamski)
Wilwa (ros. Вильва) – wieś (dieriewnia) w Rosji, w Kraju Permskim, w rejonie solikamskim. W 2021 liczyła 209 mieszkańców.